# Special Olympics World Winter Games 1981
Die 2. Special Olympics World Winter Games fanden vom 8. März bis 13. März 1981 in Stowe und Smugglers' Notch, Vermont, USA statt.

## Bezeichnung
Die offizielle Bezeichnung lautete damals International Games, seit 1991 wird von Special Olympics World Summer Games und Special Olympics World Winter Games gesprochen.

## Austragungsorte und Sportarten

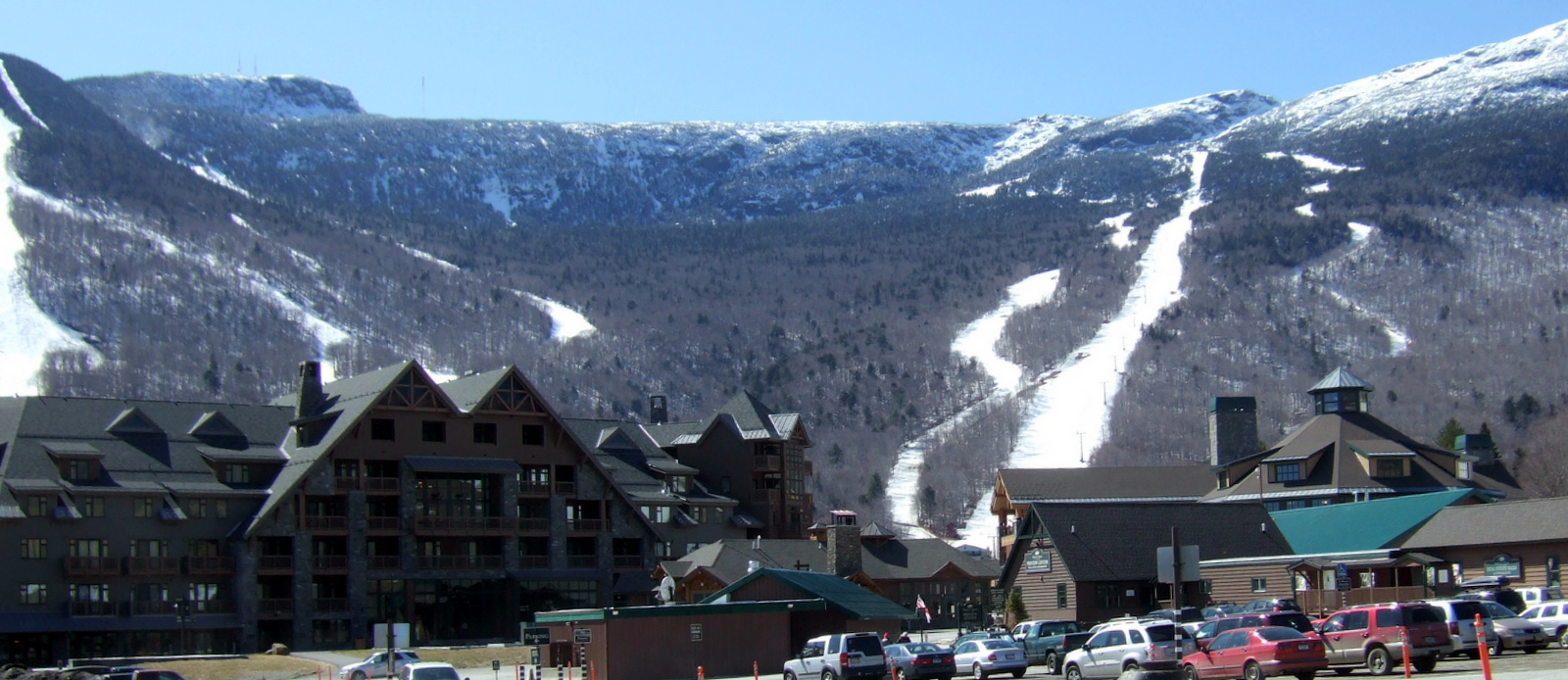
Stowe Village

Die 2. Special Olympics World Winter Games wurden vom 8. bis 13. März 1981 in Stowe und in Smugglers' Notch veranstaltet.
Es gab Wettkämpfe in drei Sportarten:
- Ski Alpin
- Ski Langlauf
- Eisschnelllauf

## Teilnehmer

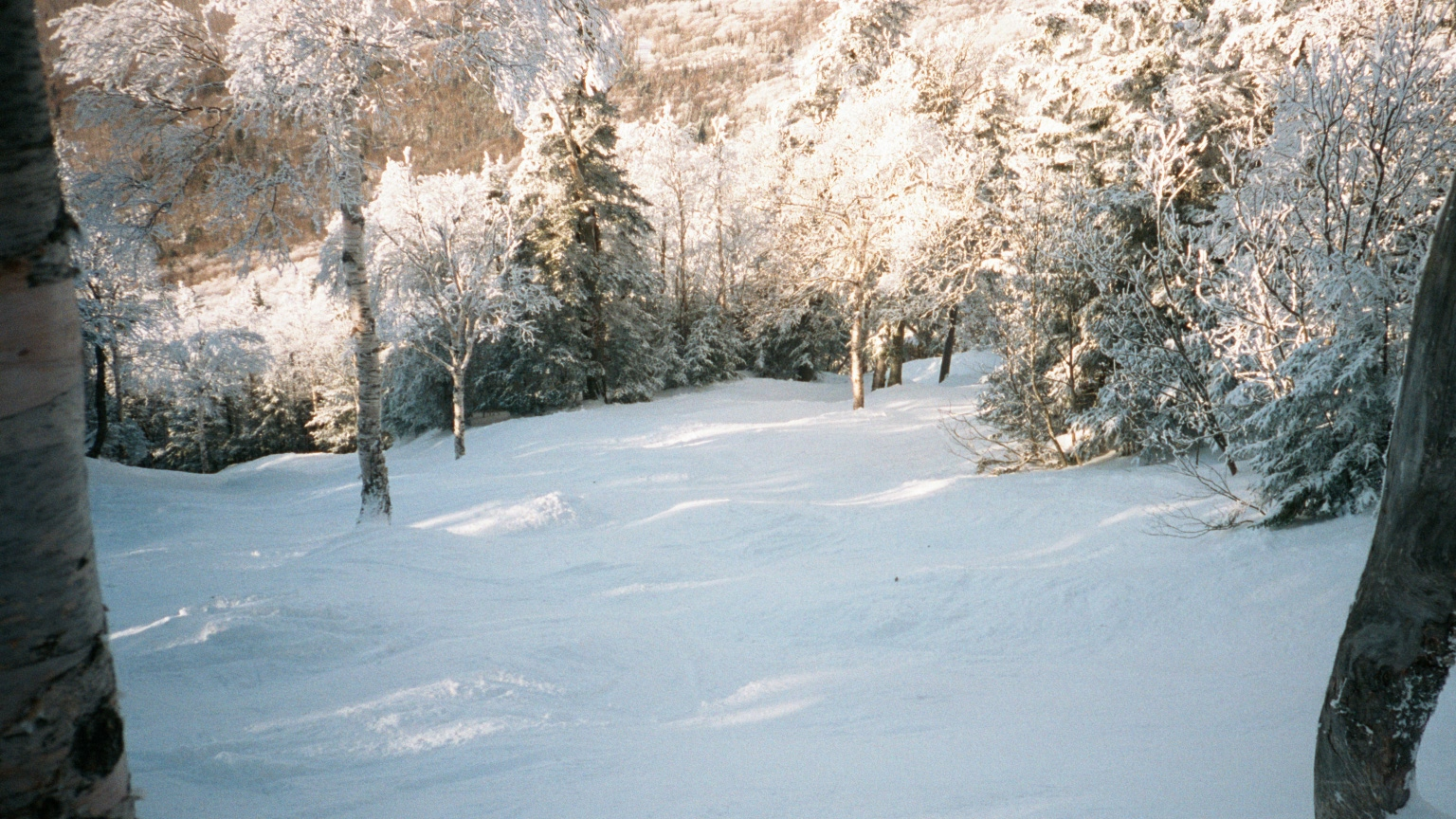
Eingang zu den Lower Doc Dempsey's Glades im Smugglers' Notch Park

600 Athleten aus den USA reisten für die Spiele an.